# Charles Camoin
Charles Camoin (Marsella, 23 de septiembre de 1879-París, 20 de mayo de 1965) fue un pintor francés relacionado con el fauvismo.
Camoin conoció a Henri Matisse en la clase de Gustave Moreau en la École des Beaux-Arts de París. Matisse y sus amigos (incluyendo Camoin, Henri Manguin, Albert Marquet, Georges Rouault, André Derain y Maurice de Vlaminck), formaron el grupo original de artistas etiquetados como fauves (en el sentido de «bestias salvajes») por su uso salvaje y expresionista del color. Camoin siempre permaneció próximo a Matisse, cuyo retrato pintó y que está en la colección permanente del Museo Pompidou en París.
Las obras de Charles Camoin han sido expuestas ampliamente en Francia y están en las principales colecciones, como el Museo de Arte Moderno de la villa de París además del Centro Pompidou y muchos museos regionales franceses. En 1955 recibió el Premio del Presidente de la República en la Bienal de Menton.